# Моран, Фрэнсис Патрик
Фрэнсис Патрик Моран (англ. Francis Patrick Moran; 16 декабря 1830, Лохлинбридж, Соединённое королевство Великобритании и Ирландии — 16 августа 1911, Сидней, Австралия) — первый австралийский кардинал. Титулярный архиепископ Ольбы и коадъютор Оссори с 22 декабря 1871 по 11 августа 1872. Епископ Оссори с 11 августа 1872 года по 14 марта 1884. Архиепископ Сиднея с 14 марта 1884 года по 16 августа 1911. Кардинал-священник с 27 июля 1885, с титулом церкви Санта-Сусанна с 30 июля 1885.